# Wadżrapani

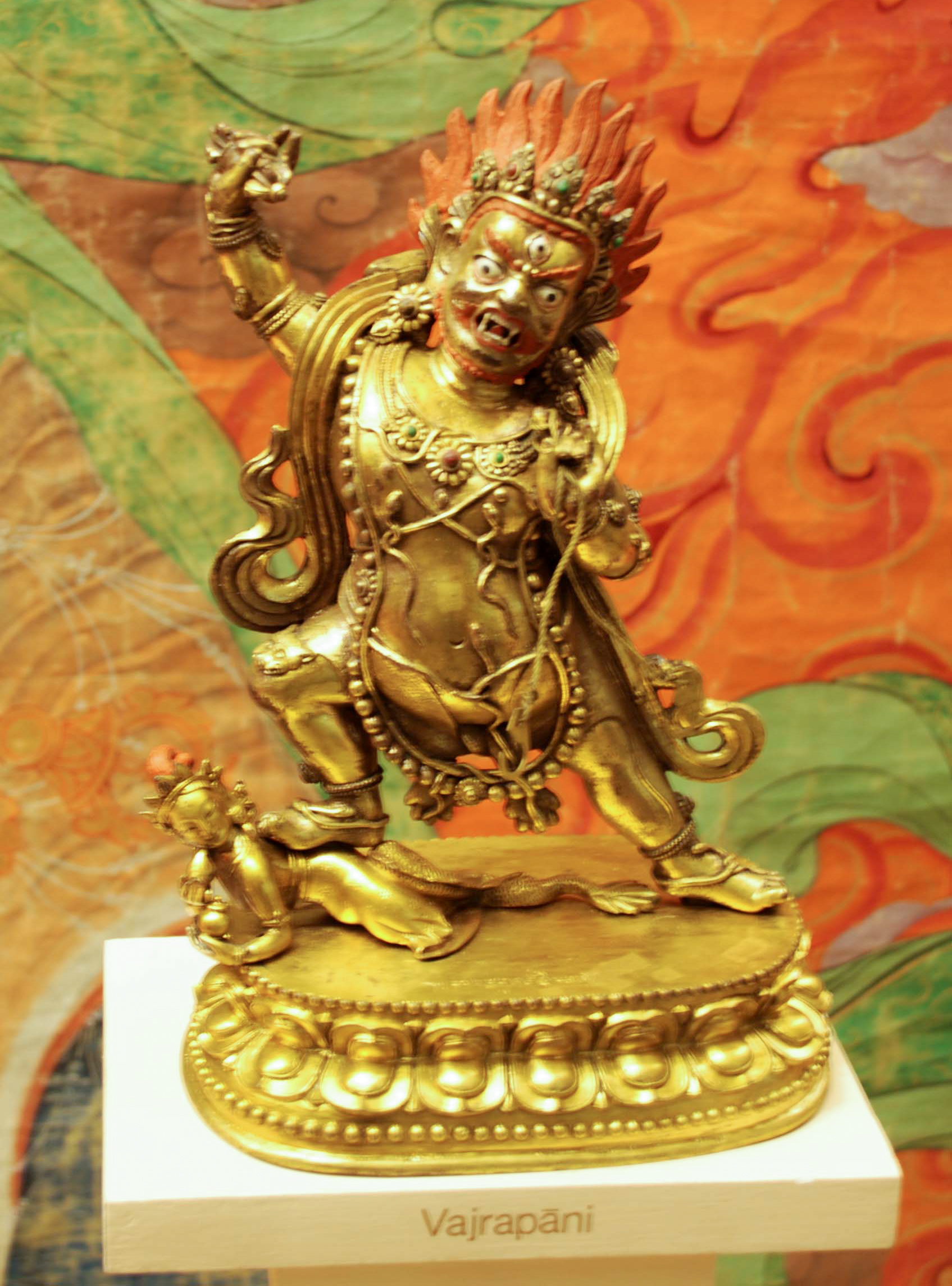

Diament w Ręce (skt. Wadżrapani, tyb. Cziano Dordże) – w buddyzmie tybetańskim bodhisattwa będący ucieleśnieniem mocy i energii wszystkich buddów.

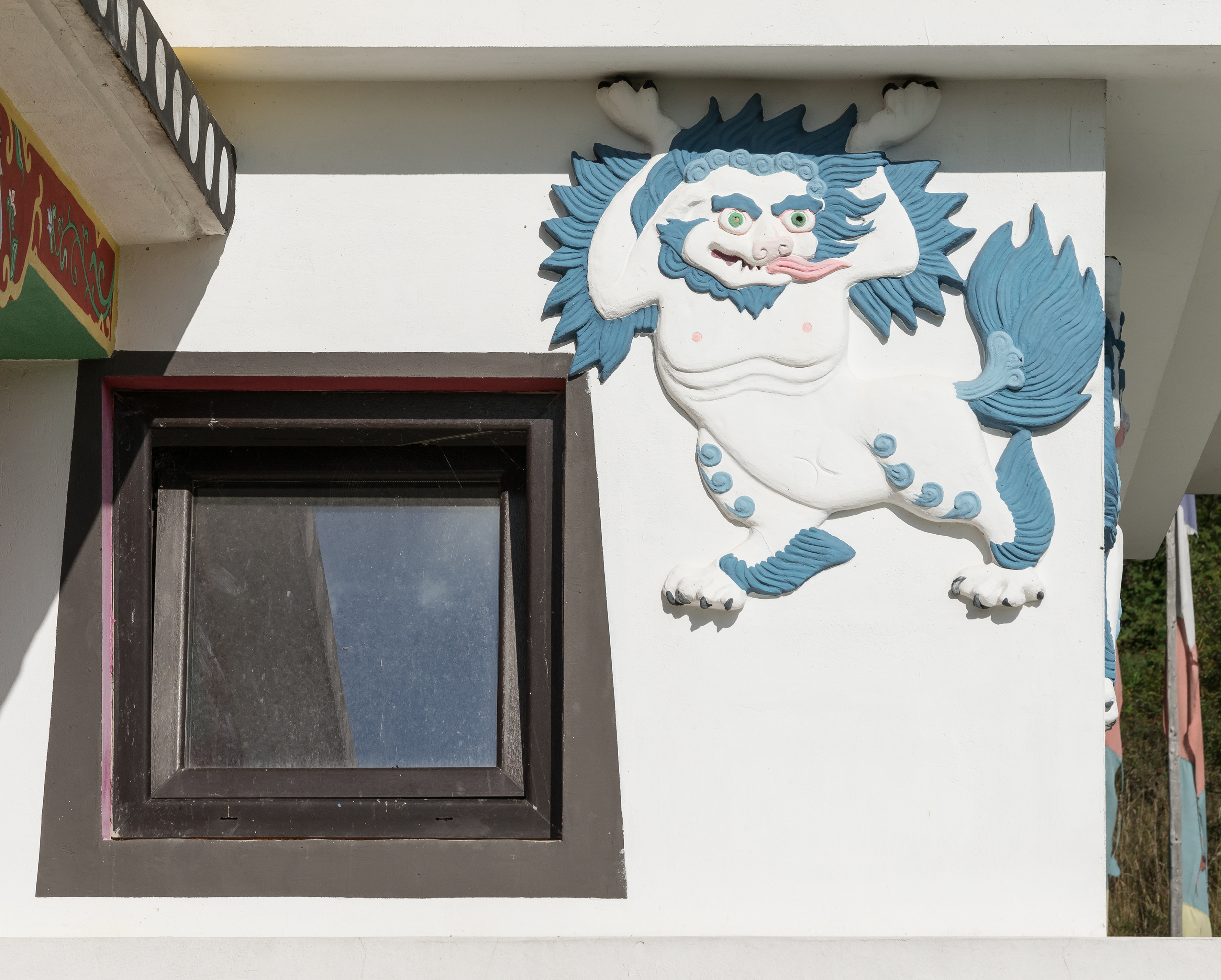
Wadżrapani w Gompie Drophan Ling w Darnkowie